# St Mary Hoo
Pour les articles homonymes, voir Hoo (homonymie).
St Mary Hoo est une paroisse civile et un village du Kent, en Angleterre.